# 久保村喜代子
久保村 喜代子（くぼむら きよこ）は、日本のフードスタイリスト・フードサイエンティスト・フレーバリスト・学術博士。久保村食文化研究所代表。東京都中央区出身。青山学院女子短期大学から、当時第一号編入学で実践女子大学に進学し卒業。キャリアを積んだ後、大妻女子大学食品科学部にて博士号を取得。

## 人物
実践女子大卒業後、青山学院女子短期大学食品学研究室・助手を経て、専業主婦に。専業主婦ながら、食品や食文化への興味は尽きず、海外留学をし、イギリス・ロンドンで語学と食品香料開発を習得。
東京調理師専門学校を卒業後、カルピスR&Dセンターキッチン、小川香料、外資系香料会社などに勤務したのち、独立。
独立後、日本橋に「久保村食文化研究所」を設立。
食品香料の開発、料理メニュー開発、加工食品用工業用処方開発などを強みとして、食品大手各社のコンサルティングを務めている。
畜肉副産生物や水産物加工残渣などのリアクションセイボリーフレーバーを専門として、ラーメンスープの香味油などアイテム開発実績が多数。特に食品メーカーやレストランメニューの新製品開発（サポート有）では1000アイテムを数えている。
食品の生化学反応だけでなく、その食材の身体への生理的役割、および”食”に関する喜び、嗜好を熟知している。

## 経歴
食品業界でのキャリアを確立後、博士号を取得。研究は、ボイスンベリーのポリフェノール、肝臓疾患時のポリフェノールによる鎮静効果、糖尿病ラッツの酸化ストレスと過酸化への保護効果。
久保村は長年に渡り、食科学分野へ従事、女性のフードサイエンティストとして、また働く女性として、時代を切り拓いてきた第一人者。

## 学会活動
- 日本食品科学工学会
- IFT  (Institute of Food Technologists)

評議員
- シカゴ本部 Management Committee, Global Interests Committee, US university Education
- Committee, Food Science Education program lectutere
- AACC  (American Association of Cereal Chemists)
- IUFoST  (International Union of Food Science & Technology)
- Food Professional Formation／Speaker

料理教室講師
- NTT健康料理、味の素、パートナーズ料理教室など歴任

## 賞歴
- フランス料理 ブロンズ賞受賞
- IFTフェロー賞（アジア初食品産業界出身サイエンティストとして受賞）[1]
- Calvert L. Willey Distinguished Service Award

## メディア
著書
- 久保村喜代子、久保村食文化研究所『後ろ指をさされない手抜き料理完全ガイド』作品社、1994年9月。ISBN 4878932066。